# أتيك
تتخصص شركة أتيك في تصميم وتصنيع وبناء وصيانة المكونات الدقيقة، والمنشآت الصناعية الكبيرة، والأنظمة، والمرافق. تقدم أتيك حلولاً لتلبية احتياجات الحجم المنخفض إلى المتوسط، بما في ذلك اختبار المحركات، ومعدات دعم الطيران، ومكونات رحلات الفضاء، ومنتجات خدمات الطاقة. وقد استخدمت القوات المسلحة الأمريكية و جهات أخرى، بما في ذلك إدارة الطيران الفيدرالية ، أكثر من 20,000 منتج من منتجات أتيك.  حازت أتيك على لقب "مقاول العام للشركات الصغيرة" من وكالة ناسا لعام 2016، تقديرًا لمساهماتها في برامج رحلات الفضاء المأهولة التابعة لناسا وبوينغ . 